# Il paese è reale
Il paese è reale è un progetto, ideato dagli Afterhours, condiviso con altri 18 artisti della scena musicale italiana; emergenti o affermati, ma facente tutti parte della fetta alternativa, a volte indie, del rock italiano.
Il progetto comprende, oltre all'iniziativa e agli eventi ad essa legati, anche un album-raccolta di 19 brani inediti realizzati da vari artisti che hanno partecipato al progetto.

## Il progetto

### Il brano musicale
Il progetto nasce nel 2009, con la partecipazione degli Afterhours alla 59ª edizione del Festival di Sanremo durante il quale espongono il brano Il paese è reale vincitore del Premio della critica "Mia Martini", ritenuto dai giornalisti accreditati presso la sala stampa dell'Ariston come il miglior brano nella categoria campioni.

### L'evento live a Milano e l'iniziativa discografica

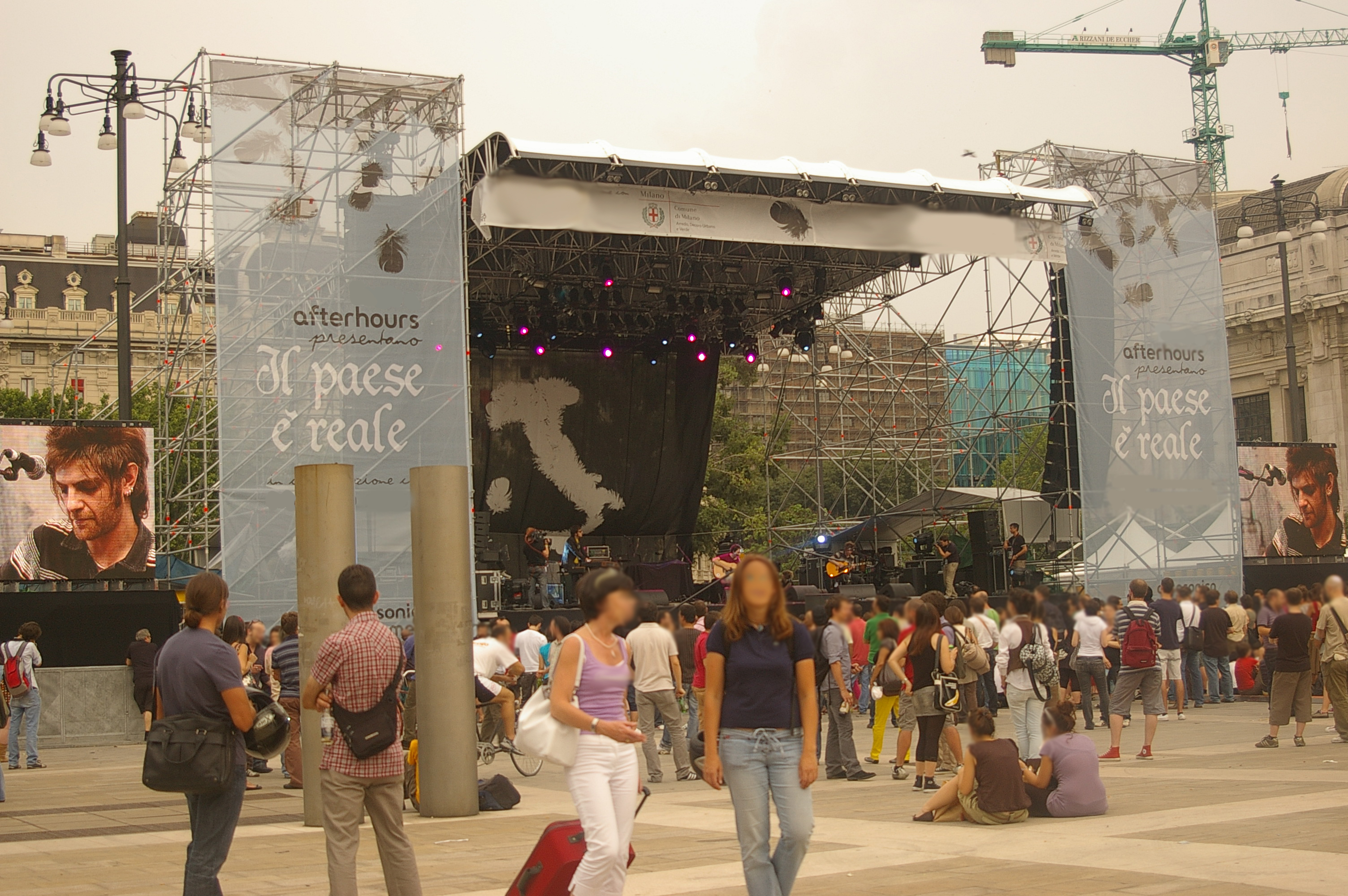
il palco del concerto "il paese è reale LIVE" sul palco si esibiscono Amerigo Verardi e Marco Ancona

Nei mesi successivi il progetto vede contornarsi di diversi eventi ad esso collegati, fra i quali un concerto ufficiale: Il paese è reale LIVE avvenuto in Piazza duca d'Aosta a Milano, davanti alla stazione di Milano Centrale, dove gli Afterhours in data 19 giugno 2009 insieme agli artisti, Amerigo Verardi e Marco Ancona, Calibro 35, Marco Iacampo, Marco Parente, Mariposa e Zu, e alla presentatrice Paola Maugeri, hanno suonato e discusso su tematiche sociali e di sviluppo culturale dell'Italia.
Al progetto è anche legato il Voglio fare qualcosa che serva Tour 2009 degli Afterhours.
Tutti gli eventi legati al progetto si concretizzano in una compilation di 19 artisti, fra cui gli Afterhours e altri gruppi che hanno partecipato al live del 19 giugno. Tale album, uscito il 25 febbraio 2009, si intitola Afterhours presentano: Il paese è reale (19 artisti per un paese migliore?).

### Scopo del progetto
Il progetto è nato con lo scopo di promuovere gruppi italiani, emergenti e non, e di lanciare un messaggio di sollecitazione verso una maggiore produttività mentale agli italiani, una sollecitazione rivolta al far fruttare di più i propri pensieri, a creare, a fare qualcosa di utile al fine di migliorare il proprio paese, dare quindi vita alla propria creatività e personalità e migliorare le cose che ci circondano, nonché a dimostrare il proprio talento.
Sebbene la spinta da parte degli artisti al fine di incentivare la società a migliorare il paese in cui vivono sia molto evidente, non si tratta di un'iniziativa con fini politici o propagandistici, infatti il progetto è fondamentalmente intendibile a scopi musicali e sociali, ma riferito anche a qualsiasi altra forma di espressione o comunicazione.